# Branislav Miličević
Branislav Miličević, cyr. Бранислав Милићевић (ur. 23 lipca 1983) – serbski piłkarz występujący na pozycji obrońcy w norweskim klubie IK Start. Wcześniej grał w klubie Radnički Kragujevac.